# Gerundeter halbgeschlossener Zentralvokal
Lautliche und orthographische Realisierung des gerundeten halbgeschlossenen Zentralvokals in verschiedenen Sprachen:
- Schwedisch: fullⓘ/? [fɵ̞l], voll